# Arman Howhannisjan
Arman Sureni Howhannisjan (orm. Արման Սուրենի Հովհաննիսյան; ur. 7 lipca 1993 w Erywaniu) – ormiański piłkarz, grający na pozycji obrońcy.

## Kariera piłkarska
Wychowanek klubu Piunik Erywań, w barwach którego w 2010 rozpoczął karierę piłkarską. W 2011 debiutował w podstawowym składzie Piunika. W 2014 roku przeniósł się do Alaszkertu. Latem 2015 przeszedł do Sziraka Giumri. 26 czerwca 2017 zasilił skład ukraińskiej Zirki Kropywnycki. 6 czerwca 2018 opuścił ukraiński klub.
Występował w juniorskiej reprezentacji Armenii. W 2013 bronił barw młodzieżówki.

## Sukcesy

### Sukcesy klubowe
- wicemistrz Barcragujn chumb: 2011
- zdobywca Pucharu Armenii: 2013, 2014
- zdobywca Superpucharu Armenii: 2011